# No linealitat integral
La no linealitat integral (amb acrònim anglès INL) és una mesura de rendiment que s'utilitza habitualment en convertidors digital-analògic (DAC) i analògic-digital (ADC). En els DAC, és una mesura de la desviació entre el valor de sortida ideal i el valor de sortida mesurat real per a un determinat codi d'entrada. En els ADC, és la desviació entre el valor llindar d'entrada ideal i el nivell de llindar mesurat d'un determinat codi de sortida. Aquesta mesura es realitza després de compensar els errors de compensació i guany.
La funció de transferència ideal d'un DAC o ADC és una línia recta. La mesura INL depèn de quina línia es tria com a ideal. Una opció habitual és la línia que connecta els punts finals de la funció de transferència, és a dir, la línia que connecta el valor d'entrada/sortida mesurat més petit i més gran. Una alternativa és utilitzar una línia de millor ajust, on es minimitza la mitjana (o alternativament la mitjana al quadrat) INL.
Tot i que l'INL es pot mesurar per a tots els codis d'entrada/sortida possibles, sovint només es proporciona l'error màxim quan s'informa de l'INL d'un convertidor.

## INL d'un DAC
L'INL d'un codi {\displaystyle c} d'un DAC amb {\displaystyle N_{c}} els codis de sortida es defineixen com el valor absolut de la diferència de la tensió de sortida real menys el valor ideal:
{\displaystyle \mathrm {INL} _{c}=\left|V_{\mathrm {o,ideal} }(c)-V_{\mathrm {o,real} }(c)\right|=\left|(V_{\mathrm {o,max} }-V_{\mathrm {o,min} }){\frac {c}{N_{c}-1}}-V_{\mathrm {o,real} }(c)\right|}
on
{\displaystyle V_{\mathrm {o,max} }} i {\displaystyle V_{\mathrm {o,min} }} són les tensions de sortida ideals màximes i mínimes del DAC.

## INL d'un ADC
Per a un ADC, l'INL d'un codi {\displaystyle c} es defineix com la desviació dels punts mitjans dels passos de quantificació entre la funció de transferència ideal i real.
{\displaystyle \mathrm {INL} _{c}=\left|V_{\mathrm {M,ideal} }(c)-V_{\mathrm {M,real} }(c)\right|}

## INL màxim d'un convertidor
Quan es refereix a l'INL d'un convertidor, normalment es vol dir l'INL màxim maximitzat en tots els codis. Per a la línia que passa pels extrems, l'INL d'un DAC és
{\displaystyle \mathrm {INL} _{max}=\max _{c\in \{0,1,\ldots ,N_{c}-1\}}\mathrm {INL} _{c}}
Aquest INL es mesura en volts; es pot dividir per la tensió LSB ideal {\displaystyle V_{LSB}} per obtenir la mesura en LSB:
{\displaystyle \mathrm {INL} _{max,norm}={\frac {\mathrm {INL} _{max}}{V_{LSB}}}}